# Beleg van Nijmegen (1591)
Het Beleg van Nijmegen in 1591 (ook wel de Reductie van Nijmegen genoemd) is een belegering van de stad Nijmegen door Maurits van Nassau tijdens de Tachtigjarige Oorlog. Na een belegering van een week gaf de stad zich op 21 oktober 1591 over.

## Aanloop

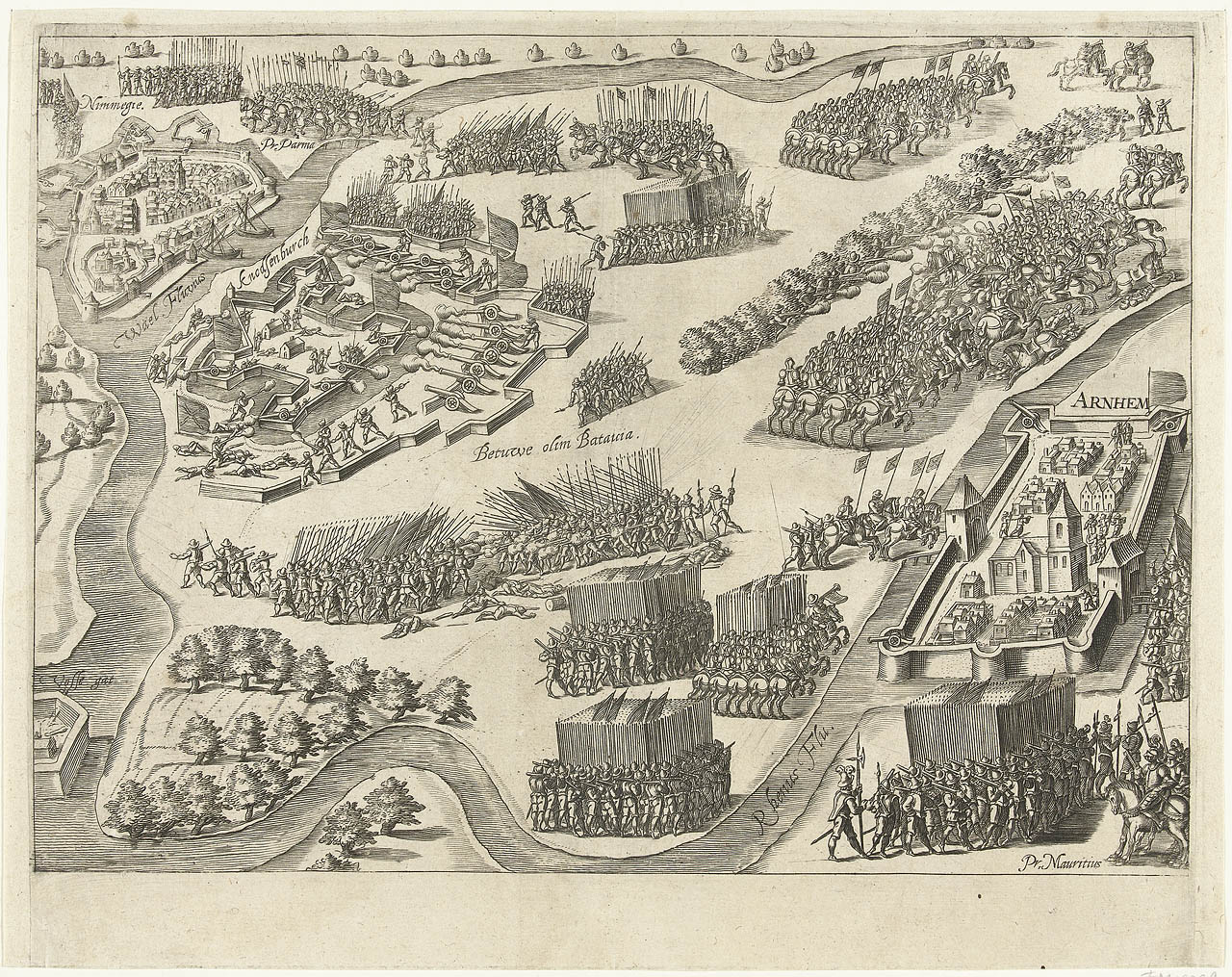
De schans Knodsenburg ontzet door Maurits.

### Poging Maarten Schenk
In 1589 had Maarten Schenk van Nydeggen een poging gewaagd om de stad te veroveren. Hierbij was hij met 30 schepen vanuit Schenkenschanz naar Nijmegen gevaren om de stad te verrassen. Deze poging mislukte, waarna de bevolking van Nijmegen hem vierendeelde.

### Veldtocht Maurits van Nassau
Twee jaar na de poging van Maarten Schenk zat het Staatse leger in een periode waarin veel overwinningen werden behaald. Die periode wordt achteraf ook wel de Tien Jaren genoemd. Het Staatse leger was op meerdere fronten actief. Maurits had plannen gemaakt voor een veldtocht, die hem voornamelijk door het oosten van het land voerde. Hij veroverde eerder dat jaar al Zutphen (19–30 mei), Deventer (1–10 juni), in het noorden Delfzijl (2 juli) en in het zuiden Hulst (20–24 september). Als Maurits Nijmegen zou veroveren, zouden de Rijn en Waal in handen komen van de Staten. De burgemeester van Nijmegen, Derrick Vlemminck, had voor het beleg al weinig hoop dat zijn stad een lang beleg vol kon houden.

### Knodsenburg
Op de noordoever van Nijmegen lag de schans Knodsenburg. De troepen onder Spaans bevel die hier gelegerd waren, had Maurits in juni 1591 verdreven. In de stad was Alexander Farnese, hertog van Parma en landvoogd van de Nederlanden, aanwezig, waardoor Maurits niet direct overging tot het beleg van Nijmegen. Peter Ernst I van Mansfeld verdreef kortstondig de Staatse troepen van de schans en vernielde de schans, maar de Staatse troepen konden weer snel terugkeren. De hertog van Parma belegerde vanaf 15 juli nog de schans, maar kon zich nog op tijd terugtrekken na het ontzet van Maurits op 25 juli.

## Belegering

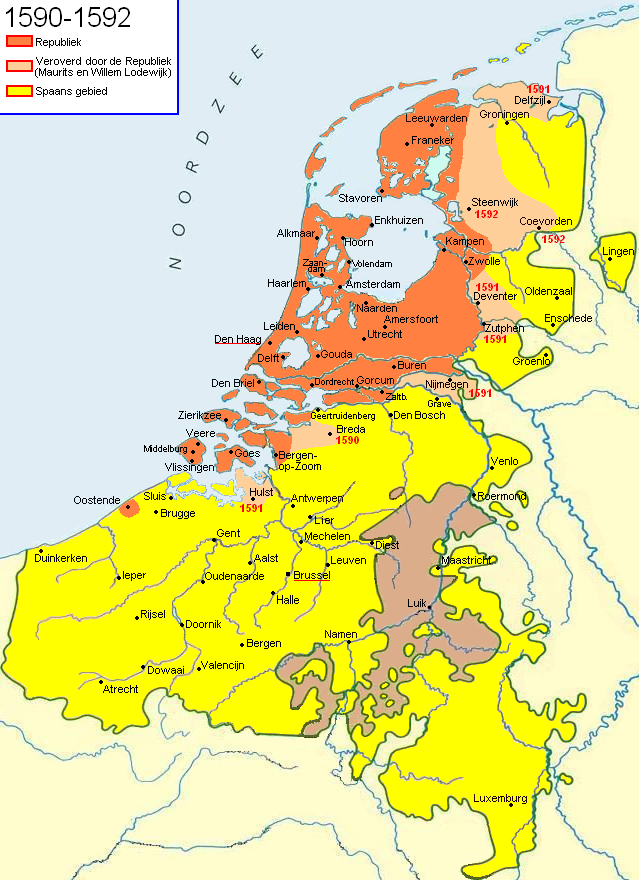
Situatie in de Nederlanden tussen 1590 en 1592

De hertog van Parma was in het najaar van 1591 door Filips II naar Frankrijk gestuurd om in de Achtste Hugenotenoorlog (de Drie-Hendriken-oorlog) tegen Hendrik IV van Frankrijk te vechten. Hierdoor was Nijmegen sterk verzwakt ten opzichte van een paar maanden eerder. Maurits had in de tussentijd de schans Knodsenburg grondig laten renoveren, waardoor hij vanaf hier de stad goed kon beschieten, hetgeen echter maar weinig gebeurde.
Om de troepen de Waal over te laten steken, had Maurits ter hoogte van Weurt een pontonbrug aan laten leggen. Een voordeel hierbij was dat de waterstand van de Waal laag was. Deze troepen konden de stad omsingelen en beschieten. Onder deze troepen zaten ook Friese soldaten van Willem Lodewijk van Nassau-Dillenburg, een neef van Maurits.
Tijdens het beleg werd de spits van de Grote of Sint-Stevenskerk door de beschietingen verwoest. Daarnaast werd een groot aantal poorten van de stad vernield.

### Overgave
De stad gaf op 20 oktober aan te willen onderhandelen met Maurits over een mogelijke overgave. De volgende ochtend ging een groep bestuurders van de stad, onder leiding van burgemeester Derrick Vlemminck, naar het kampement van Maurits voor de onderhandelingen. De stad had een aantal voorwaarden opgesteld. Deze waren:
- De stedelijke privileges van Nijmegen zouden niet worden aangetast.
- De uitoefening van het katholieke geloof bleef toegestaan.
- Het zittende stadsbestuur zou niet hoeven te wijken voor een nieuw stadsbestuur.

Maurits ging niet akkoord met deze voorwaarden, waarna de afgevaardigden van de stad gedwongen waren om de eisen van Maurits in te willigen. Het enige wat Maurits toezegde was een absoluut pardon. Hij verving ook de katholieke raadsleden door protestantse raadsleden. Door de verovering van Maurits werd Nijmegen een onderdeel van de Republiek. Ook trad de stad opnieuw toe tot de Unie van Utrecht (na de eerste keer op 5 maart 1579).

## Nasleep
Het uitoefenen van het katholieke geloof was na het beleg niet meer toegestaan in Nijmegen. Om dit extra kracht bij te zetten werden er op 21 mei 1592 op de Grote Markt vele katholieke beelden verbrand. Na deze verbranding trokken veel katholieken weg uit de stad. Maurits ging de jaren erna verder met het belegeren van steden. Onder meer Steenwijk en Coevorden werden in 1592 veroverd en in 1594 viel Groningen.
De stadsmuur van Nijmegen werd na het beleg vervangen door aarden wallen. Hier werd vestigbouwkundige Adriaen Anthonisz voor aangesteld. Hij ontwierp een verdedigingslinie met vijfhoekige bastions.

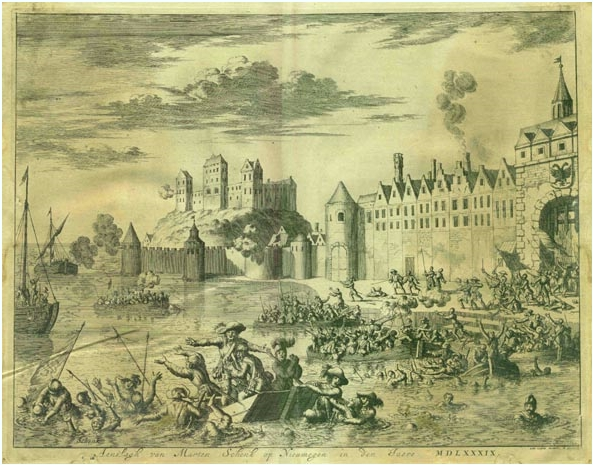
De mislukte aanval van Maarten Schenck op Nijmegen in 1589
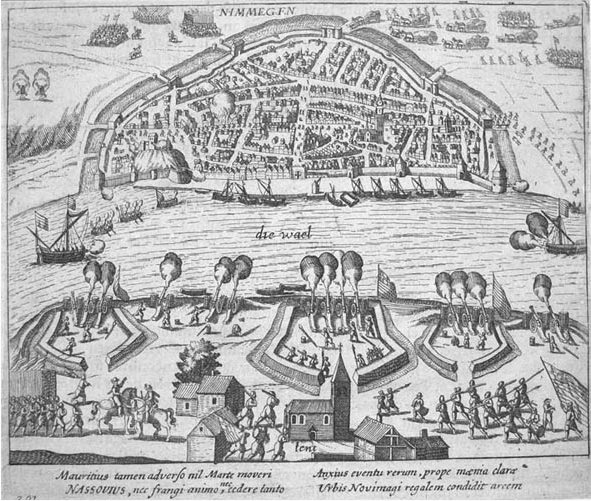
Ets van het beleg. Frans Hogenberg
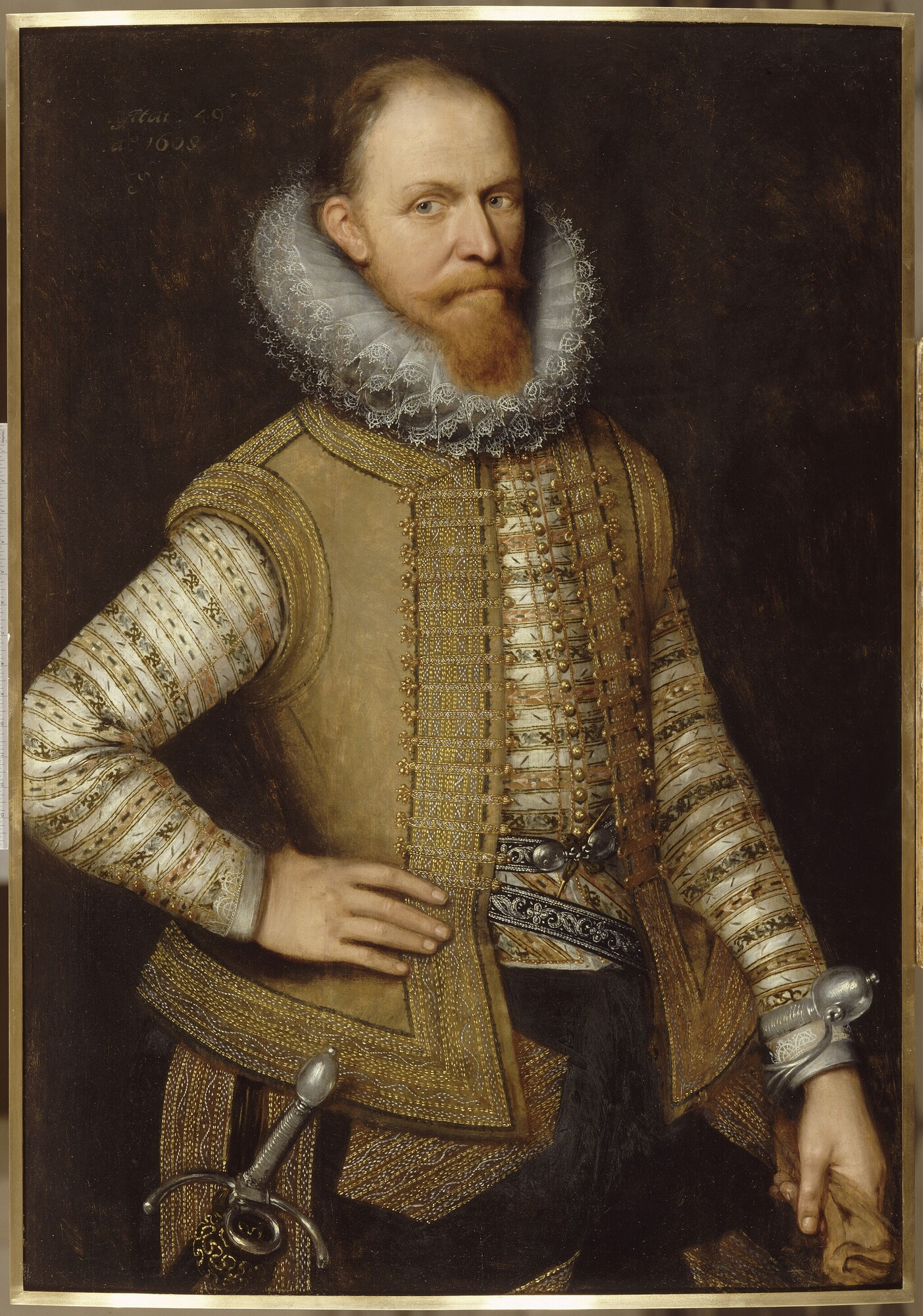
Prins Maurits. Michiel Jansz van Mierevelt

69: Verwoesting Oppidum Batavorum ·
880: Beleg door Vikingen ·
1473: Beleg door Karel de Stoute ·
1585: Beleg door Farnese (Parma) ·
1589: Aanslag door Maarten Schenk ·
1591: Beleg van Knodsenburg ·
1591: Beleg door Maurits ·
1672: Beleg door Fransen ·
1794: Beleg door Fransen ·
1944: Bombardement van februari 1944 · Slag om Nijmegen · Waaloversteek · Duitse aanvallen op de Nijmeegse Waalbruggen · Bombardement van oktober 1944